# Tipasa aurata
Tipasa aurata là một loài bướm đêm trong họ Noctuidae.